# جائزة نيوزيلندا الكبرى 2005
جائزة نيوزيلندا الكبرى 2007 هو سباق فورمولا 1 أقيم بتاريخ 13 يناير 2007 في إنفركارجل، نيوزيلندا.